# Osvaldo Sáez
Osvaldo Tomás Sáez Álvarez (29. december 1920 - 9. juli 1959) var en chilensk fodboldspiller (midtbane). Han spillede for Santiago Wanderers og Colo-Colo, samt for Chiles landshold. Han var med i den chilenske trup til VM 1950 i Brasilien, men kom dog ikke på banen i turneringen, hvor chilenerne blev slået ud efter det indledende gruppespil. Han deltog desuden ved tre udgaver af de sydamerikanske mesterskaber, i henholdsvis 1946, 1947 og 1953.

## Titler
Primera División de Chile
- 1953 med Colo-Colo